# 柳生俊峯
柳生 俊峯（やぎゅう としみね、享保4年（1719年） - 宝暦13年8月29日（1763年10月6日））は、大和柳生藩の第7代藩主。
信濃松代藩主・真田信弘の四男。正室は牧野康重の娘。子に娘（柳生俊則正室）、娘（池田政朗正室）、娘（秋月種穀正室）。官位は従五位下、但馬守、備前守。幼名は亀之丞、采女。
享保18年（1733年）12月22日、先代藩主の柳生俊平の養嗣子となる。享保19年3月13日、将軍徳川吉宗に御目見する。寛保2年（1742年）11月16日、俊平の隠居により跡を継いだ。同年12月18日、従五位下・但馬守に叙任する。しかし、宝暦元年（1751年）12月12日、江戸藩邸の失火により処罰されている。宝暦13年（1763年）8月29日に死去し、跡を養嗣子の俊則が継いだ。

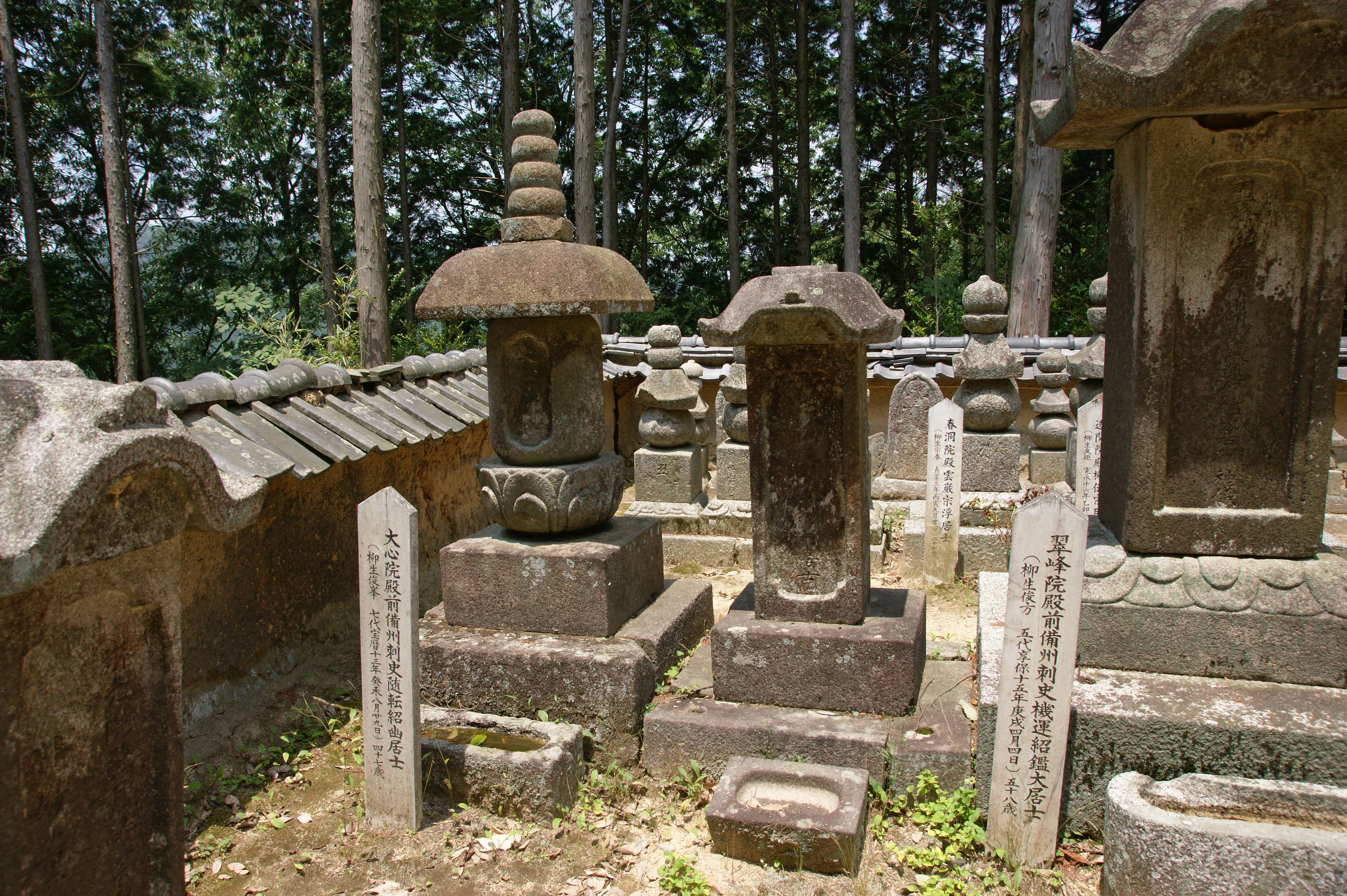
芳徳寺境内にある柳生一族の墓所。左が俊峯の墓

法号は随転紹幽大心院。墓所は東京都練馬区桜台の広徳寺と奈良県奈良市柳生町の芳徳寺。